# Suter MMX3
La Suter MMX3 è una motocicletta da competizione della classe Moto3 progettata dalla Suter Racing Technology.

## Descrizione
Il telaio è un bitrave e come per il forcellone è realizzato in alluminio, il sistema di scarico è stato sviluppato assieme alla Akrapovič e viene posto sotto al codino il quale presenta delle feritoie di raffreddamento, l'impianto frenante è caratterizzato da un bidisco all'anteriore e monodisco posteriore, la carenatura è filante, la presa d'aria è posta su cupolino con una forma trapezoidale e il condotto d'aria percorre il cannotto di sterzo.